# Lanius schach
El alcaudón schach (Lanius schach) es una especie de ave paseriforme de la familia Laniidae propia de Asia. Se distribuye por Kazajistán, Uzbekistán, Kirguistán, Turkmenistán, Tayikistán, Afganistán, Pakistán, Nepal, India, Birmania, China y Tailandia.

## Subespecies
- Lanius schach bentet
- Lanius schach caniceps
- Lanius schach erythronotus
- Lanius schach fuscatus
- Lanius schach longicaudatus
- Lanius schach nasutus
- Lanius schach nigriceps
- Lanius schach schach
- Lanius schach stresemanni
- Lanius schach suluensis
- Lanius schach tosariensis
- Lanius schach tricolor